# Learjet 25
Il Learjet 25 è un business jet statunitense bigetto prodotto dalla Learjet. Si tratta di una versione sviluppata dal Learjet 24.

## Storia del progetto
Il Learjet 25 è una versione migliorata del Learjet 24, con una maggiore autonomia e con una fusoliera più lunga di 1,27 m in grado di ospitare due membri dell'equipaggio e otto passeggeri.
 
Il primo prototipo di Learjet 25 ha effettuato il primo volo il 12 agosto 1966 mentre le consegne iniziarono nel novembre del 1967.
Nel 1970 iniziò la produzione delle versioni 25B e 25C, con una maggiore capacità dei serbatoi che ha comportato un aumento del raggio d'azione. Nelle versioni 25D e 25G sono stati introdotti i motori General Electric CJ610-8A.

## Incidenti
- Il 18 gennaio 1977, Džemal Bijedić, primo ministro della Jugoslavia, la moglie Razija e altre sei persone sono rimaste uccise nello schianto del Learjet 25 su cui viaggiavano, contro il monte Inac vicino a Kreševo, in Bosnia ed Erzegovina. L'aereo decollò dalla base aerea di Batajnica, vicino a Belgrado, ed era in viaggio verso Sarajevo quando si schiantò.[5]
- Il 9 dicembre 2012, il Learjet 25 su cui viaggiavano la cantante Jenni Rivera e altre 6 persone, tra cui 2 membri dell'equipaggio, si schiantò in Messico. Il velivolo era stato noleggiato ed era partito da Monterrey, nel nord del Messico, diretto a Toluca, vicino a Città del Messico. Il velivolo decollò dall'Aeroporto Internazionale di Monterrey alle 03:30, ora locale, del 9 dicembre 2012. Dopo sette minuti dal decollo, mentre il velivolo raggiungeva la quota di crociera di circa 28 000 ft (8 500 m) sul livello del mare, entrò improvvisamente in una discesa ad alta velocità. L'impatto avvenne nei pressi di Iturbide, Nuevo León, a circa 9 000 ft (2 700 m) sul livello del mare.[6][7][8][9]

## Versioni

### Learjet 25
Venne certificato dalla FAA il 10 ottobre del 1967.

### Learjet 25B
Versione migliorata. Ha ricevuto il certificato della FAA il 4 settembre 1970.

### Learjet 25C
Versione migliorata con una maggiore capacità dei serbatoi. Venne certificato dalla FAA il 4 settembre 1970.

### Learjet 25D
Versione con una maggiore autonomia.

### Learjet 25G
Introdotto il 23 settembre 1980. Nel corso di una serie di voli dimostrativi dal 9 al 18 giugno 1982, il 25G ha infranto una serie di record di velocità e di consumo di carburante sulla lunga distanza.

## Galleria d'immagini

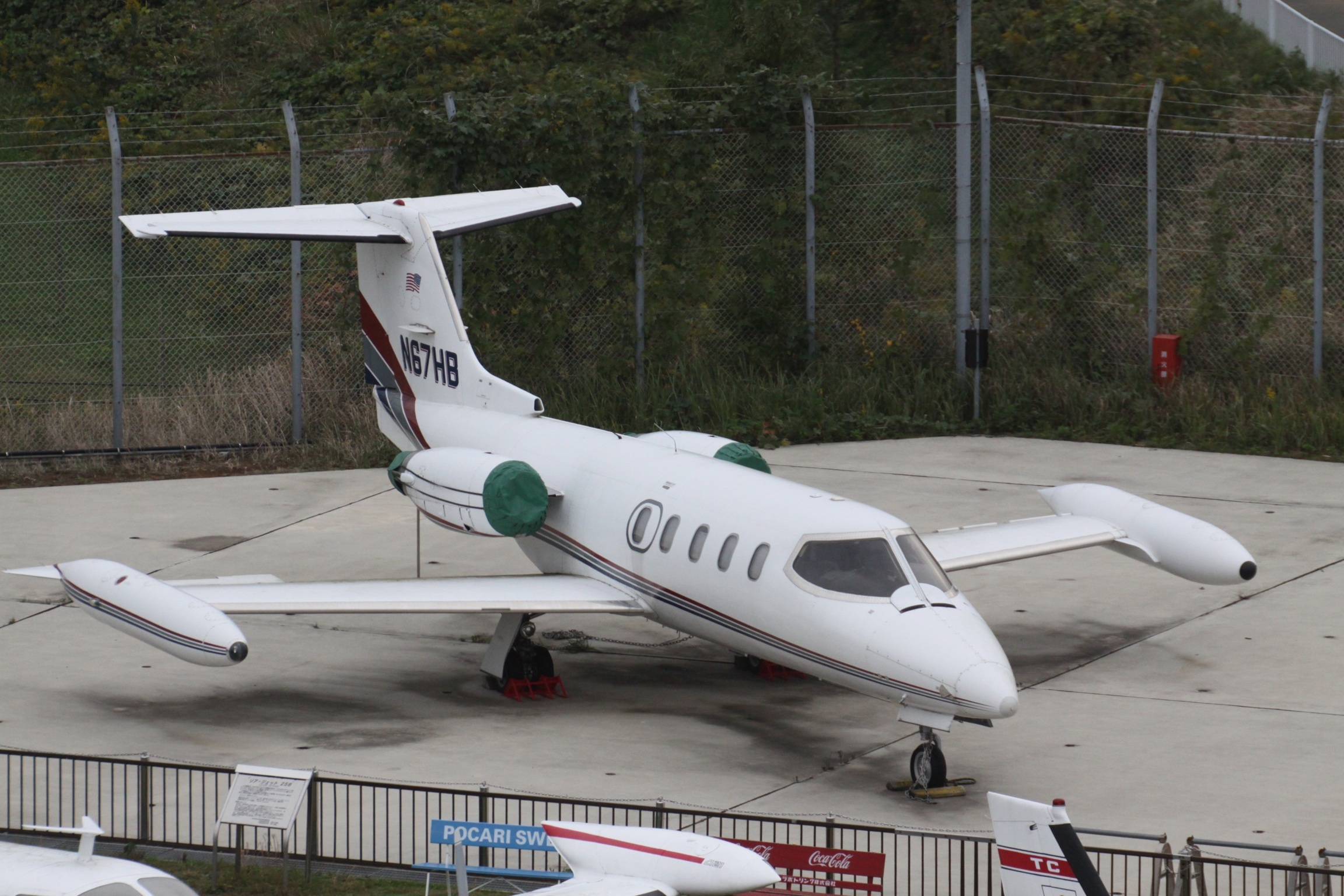
Un Learjet 25B.
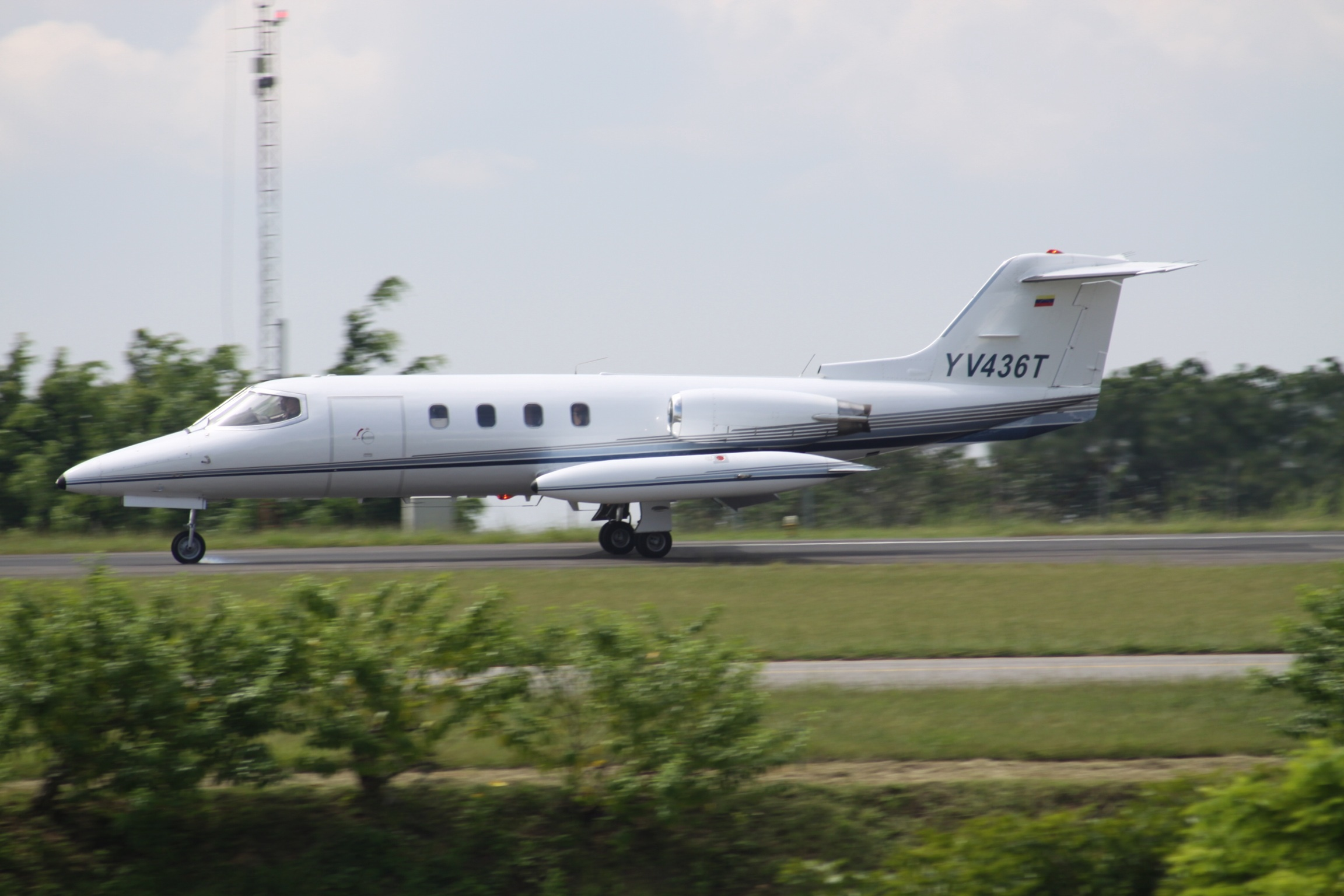
Un Learjet 25D.
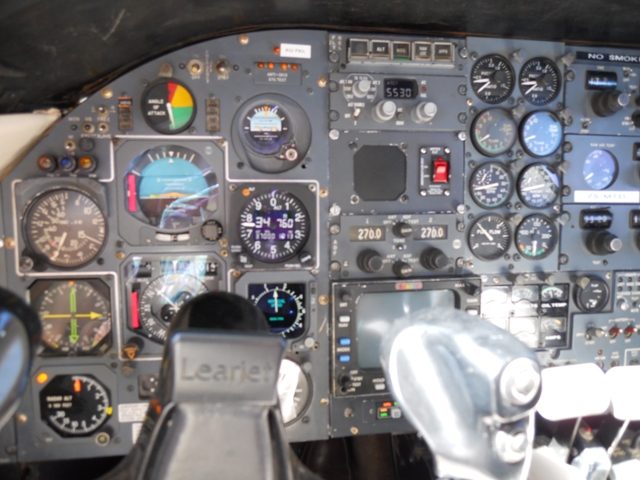
Particolare del cockpit di un Learjet 25B.
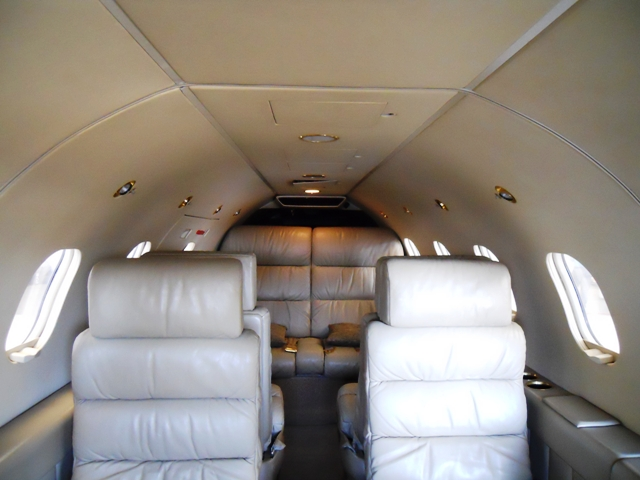
Interni di un Learjet 25.
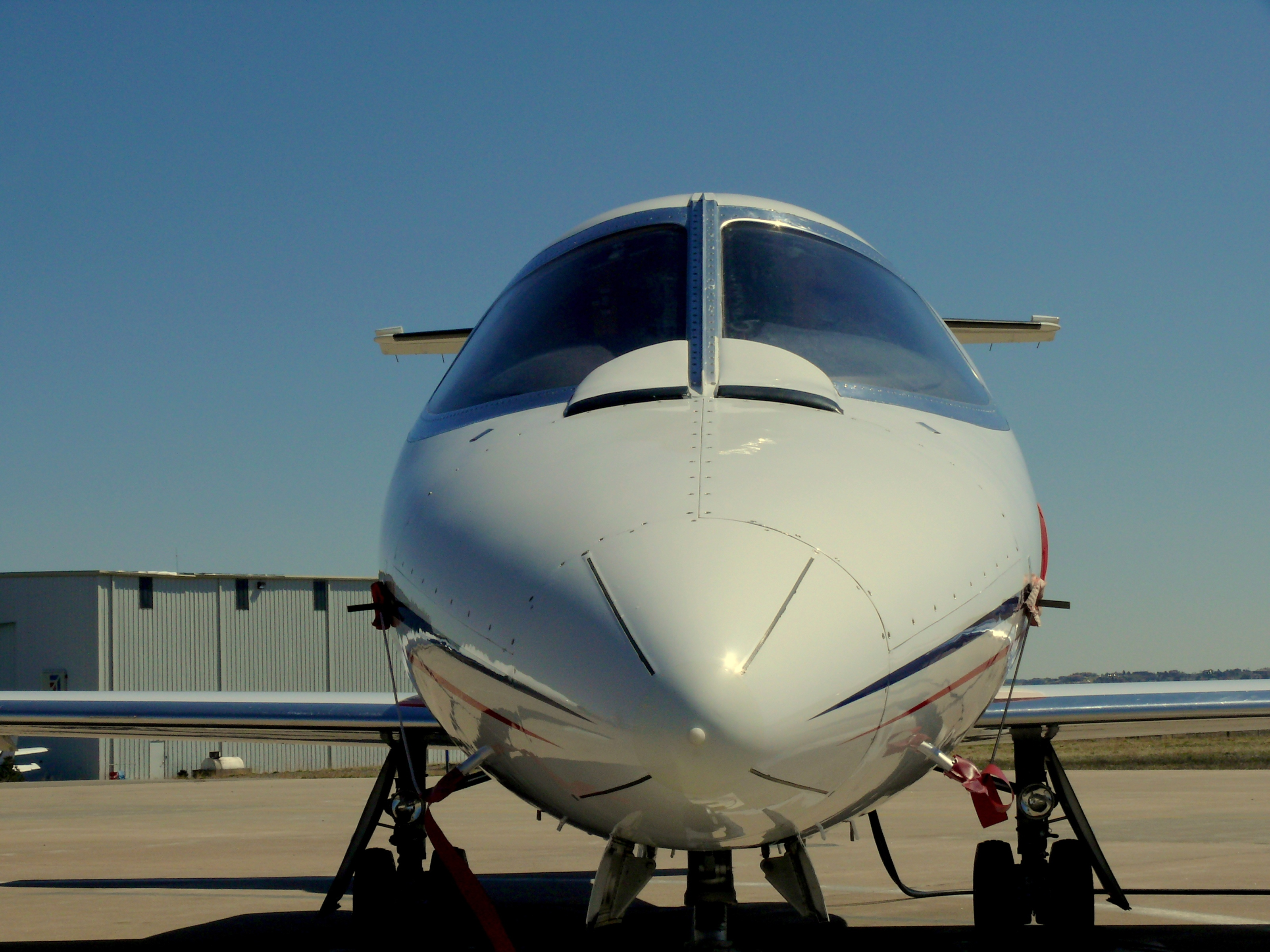
Particolare della parte anteriore (naso) di un Learjet 25D.